# Macdunnoa nipawinia
Macdunnoa nipawinia är en dagsländeart som beskrevs av Lehmkuhl 1979. Macdunnoa nipawinia ingår i släktet Macdunnoa och familjen forsdagsländor. Inga underarter finns listade i Catalogue of Life.